# ヘヴィメタル
ヘヴィメタル（英語: heavy metal）は、ロック・ミュージックのジャンルの一つ。1960年代末から1970年代の初頭にかけてイギリス及びアメリカ合衆国などで広く発展したロックのスタイルのひとつである。
ハードロックとヘヴィメタルとの境界は明確ではなく、ハードロックとヘヴィメタルとを一括してHR/HM（または「HM/HR」）と呼ぶこともある。グランド・ファンク・レイルロードのように黒人音楽寄りのバンドは、ハードロックとは呼ばれるが、ヘヴィメタルとは呼ばれない。一方で、1970年代後半のジューダス・プリーストやアイアン・メイデンは、ヘヴィメタルの代表的なバンドとされている。「ヘヴィメタル」という用語自体は1970年代前半から存在したが、ハードロックが1970年代前半にピークを迎えた後、同時期に台頭したパンク・ロックのスピード感を加味して独自の成長を遂げたジャンルである。

## 概要
日本における基本的な略称はメタル。他にHM、ヘヴィメタ、ヘビメタなどがあるが、日本においてヘヴィメタルを「ヘビメタ」と略すのは侮辱的な意味が含まれる場合もあるとして、ヘヴィメタルファンからは好まれないこともある。これは80年代のテレビ番組で、ヘヴィメタルのファッションスタイル（金髪、レザー、ロンドンブーツなど）や音楽性を馬鹿にして笑いを取る手法が見られたことも原因となっている。
このジャンルに分類されるバンドのサウンドは、ハードロック同様、エレクトリック・ギターのファズやディストーションを強調した、ラウドなものであるのが基本である。ハードロック/ヘヴィメタルは1970年代半ばごろから、アリーナ・ロックや産業ロック的なバンドと、アルバム志向のヘヴィメタルバンドに分かれる傾向も見られた。また、時代を経るにつれてシーンの細分化が進んだことから、ヘヴィメタルは様々なサブジャンルを持つようになった。

## 詳細

### 音楽的特徴
メンバー構成は、ロックバンド一般に見られるものとあまり変わらないことが多い。ギター、ドラム、ボーカル、ベースを主軸とする。サウンドがヘヴィであることが重視されるため、ギターやベースのチューニングを下げて通常より低い音が出せるようにしている場合がある。
ヘヴィメタルではギターソロが重視される場合が多く、たいていの場合は1曲の間にギターソロが挿入される。またドラムソロやベースソロも行われることも多く、歌よりも演奏で魅せるような曲やインストゥルメンタルの曲も多い。こういった傾向から、速弾きなどのテクニカルな演奏を得意とするプレイヤーを多く生み出しており、エフェクターなど音楽機材の進化と多様化に多大な影響を与えたとも言われている。
代表的なギタリストには、ジミー・ペイジ、トニー・アイオミ、エドワード・ヴァン・ヘイレン、マイケル・シェンカー、アンガス・ヤング、イングヴェイ・マルムスティーン、スティーヴ・ヴァイらがいる。
通常は強いディストーションをかけ、リフはパワーコードを主体とした力強い音でミュートを効かせながら刻む場合が多い。ヘヴィメタルバンドにはギタリストが2人いることが多い。リードギター担当とリズムギター担当に分かれている場合と、2人が同じリフを弾いて重厚さを増す場合や、2人が交互にギターソロを弾くこともある。スケールにはペンタトニック、ハーモニック・マイナー・スケールなどが用いられることが多い。
ヴォーカルは、1970年代のハードロックの頃から見られたように、高音域の金切り声でシャウトするもの、オペラのように朗々と歌い上げるもの、デスメタルではがなり立てたり、うめくようなデスヴォイス（グラウル、グラント）という歌唱法を用いるものなどがある。代表的なヴォーカリストには、ロバート・プラント、オジー・オズボーン、ロブ・ハルフォード、ロニー・ジェイムス・ディオ、ブライアン・ジョンソンらがいる。
ベースは、ファンクのようにためのあるベースを強調することが難しいため、地味な脇役に徹してリズムギターのリフにユニゾンして中音域の密度を上げ、重厚感の増幅に努めていることが多い。他ジャンルに比べ、強めのアタック音が特徴的なベーシストがしばしば見られる。
代表的なベーシストには、ブルース・ロックをやってもクラシック的な「白い」演奏を行うジョン・ポール・ジョーンズなどがいる。
ドラムスは総じてテンポが速く、またBPMが高くなくても手数が極めて多い傾向があるが、逆に重圧感を出すために極端にテンポを落とす場合もある。バスドラムを2つセッティングしたドラムセット（ツーバス）や、左右の足で1つのバスドラムを連続的に叩ける器具（ツイン・ペダル）を用いて、キックペダルを高速で踏み続けるプレイスタイルが採用されることがある。
代表的なドラマーには、ジョン・ボーナム、コージー・パウエルらがいる。

### 文化的・政治的特徴
攻撃的な音楽性に合わせ、歌詞の内容もやはり攻撃的なものが目立つ。一般社会では悪魔崇拝やオカルト、犯罪、麻薬についてなどが問題視され、特にキリスト教会や若者の親世代から批判の対象になることがある。これはこのヘヴィメタルのルーツ・バンドの一つであるブラック・サバスと、そのヴォーカリスト、オジー・オズボーンなど、複数のバンドのイメージによるところが大きい。1970年代前半のハードロック全盛期には、グランド・ファンクやユーライア・ヒープらのように反戦歌を発表するバンドも見られたが、21世紀には、テッド・ニュージェント、デイヴ・ムステイン（メガデス），ジョー・ペリーらのように共和党を支持するミュージシャンも目立つようになった。
ヘヴィメタルバンドの歌詞には、フォーク・メタルのように民俗音楽・民族音楽の影響を受けて歴史的事象を取り上げたものや、ユーライア・ヒープののアルバム『悪魔と魔法使い』の歌詞などファンタジーを感じさせるものなど様々なものがある。退廃的・反社会的な内容の歌詞でも、ブラック・サバスもそうだが単に衆目を集めるための「営業用」のものも多い。ブラックメタルやマリリン・マンソンのように、本格的に反キリスト思想を音楽活動の指針とし、歌詞にもその主張を取り入れているバンドも存在するが、その一方でストライパーのようなクリスチャン・メタルと呼ばれるバンドもある。また、ヘヴィメタルバンドの歌詞やパフォーマンスを、マチズモと結びつける者もある。

### ファッション
ヘヴィメタルのファッションを端的に表した言葉としては、「レザー＆スタッズ」がよく知られる。革（レザー）のジャケットに鋲（スタッズ）を大量に打ち込んだものである。
また、ステレオタイプなヘヴィメタルファッションとして、長髪、バンドロゴやアルバムジャケットをプリントした黒系のTシャツ、ジューダス・プリースト>のような皮のジャンパーや皮ブーツ、細身ジーンズとスケーターシューズの合わせ、迷彩柄のカーゴパンツ、衣類に打たれたスタッド（鋲）やスパイク、バンドロゴのワッペンや缶バッジを大量に付けたジャケット（パッチGジャン）などが挙げられる。
反キリスト的なコンセプトのあるバンドでは、逆十字やペンタグラムをかたどったアクセサリーを身につけたり、白粉をベースにおどろおどろしい模様をつけた化粧（コープスペイント）などを施すこともある。マリリン・マンソンは全身をキャンパスにしてメイクと変装を施し、「アンチクライスト・スーパースター」と自称したことで知られる。例えば皮製のファッションは、ロブ・ハルフォードのSMファッションが由来であり、他の例としてラップを取り入れたコーンのようなニュー・メタルバンドでは、Bボーイファッションやストリート系ファッションを取り入れたり、スリップノットのようにマスクとユニフォームに身を包むなど、バンドやプレイヤー個人ごとのアイディアや音楽性、信条などから多様化しているのが実際である。
ヘッドバンギングした際の見栄えを良くするために長髪にしている者もいるが、HMは伝統的に長髪にするという側面もある。1990年代後半以降のジェイムズ・ヘットフィールドやフィル・アンセルモのように短髪の場合もある。ミュージシャンの高齢化により長髪を維持できずに短髪もしくは坊主頭にする者もいる。また、近年ではメタルコアやブルータル・デスメタルといったジャンルのミュージシャンやファンには長髪より短髪が多く目立ち、一見着ているバンドTシャツやキャップを見ない限りメタルファンかパンクスか見分けがつかない事もある。

### ステージパフォーマンス
音楽面では、例えば速弾きや特殊な奏法などを用い、スタジオ版よりも長時間に及ぶギター、ドラム、ベース各パートのソロタイムが設けられることが多く、曲中にギター同士やギターとキーボードで競い合うようにソロを弾いたりといったものがしばしばある。ステージ下手・中央・上手のメンバーがフォーメーションを取りリズムに合わせてヘッドバンギングしながら演奏をするのも、メタルらしい演出のひとつである。
バンドごとに見られる演出としては、
- ジューダス・プリーストはハーレーダビッドソンに乗ってステージに登場する[13]。

そのほかに
- スレイヤーは「レイニング・ブラッド」演奏中に曲名通りの血の雨を降らせる。
- ハロウィンはジャックオーランタンの風船を飛ばす。

といった、画期的なものも見られる。他にもラムシュタインのような火吹きパフォーマンス、キッスのような花火や、キング・ダイアモンドのような巨大な舞台装置など、ライブでは派手なものが広く見られる。
ファンもこうしたパフォーマンスや演奏に応えてヘッドバンギングをしたり、指でメロイック・サインを組みながら腕を振ったりする（フィストバンギング）。更には激しく身体をぶつけ合う者（モッシュピット）、ステージからダイブする者、集団でアリーナを輪になって駆け抜ける者（サークルピット）など、ヘヴィメタル・バンドのコンサートでは、しばしば会場に激しい興奮と狂乱状態が見られ、時折それが原因で事故が発生することもある。

### バンドロゴ、アルバムジャケット、アートワーク
アイアン・メイデンをはじめとする正統派メタルバンドの作品ではデレク・リッグス、スラッシュメタルのカバーアートではエド・レプカ、メロディックデスメタルやブラックメタルの作品ではクリスティアン・ヴォーリンなどのように、著名なアーティストも存在している。また、セプティックフレッシュのSethやバロネスのJohn Baizleyのように自身もメタルミュージシャンでありながら、アートワークを手がけるものもいる。
バンドロゴでは、7000以上のバンドのロゴをデザインしてきたクリストフ・シュパイデルが著名なアーティストとして挙げられる。

## 語源
名詞であるヘヴィメタルが使用されたのは、ビートニク作家であるウィリアム・S・バロウズの著作『ソフト・マシーン』(1961年)の中であり、彼はのちの作品『ノヴァ急報』でこのテーマを追求し、ヘヴィメタルという単語を依存性の強い薬物のメタファーとして用いている。また、『ローリング・ストーン』誌の音楽ジャーナリスト、レスター・バングスは1970年代の初頭にレッド・ツェッペリンやブラック・サバスに対する論評でこのヘヴィメタルという言葉を使い、この言葉が広まるきっかけとなったという。ただし、バンドの音楽性としてヘヴィメタルという形容を明示的に使ったのは、音楽プロデューサー、サンディ・パールマンが、自らプロデュースしていたブルー・オイスター・カルトに対してである。また、これには、バロウズと親交が深く、かつ、ブルー・オイスター・カルトのメンバー、アラン・レイニアの恋人でもあったパティ・スミスの影響もあったとされる。他に、「ロック（岩）よりもハード（硬い）」もしくは「ロック（岩）よりもヘヴィ（重い）」だからヘヴィメタルという説など、諸説ある。

## 歴史

### 黎明期
今日ヘヴィメタルと形容される音を、最初に取り扱ったバンドについては、ジュダスプリーストが言われてる
ハードロックのルーツ楽曲としては、ビートルズの「ヘルター・スケルター - Helter Skelter」（『ザ・ビートルズ』収録、1968年発表）などがある。そのファズを使用したサウンド、激しいリフの上にシャウトするコーラス部などの音楽的な要素が特徴である。

### NWOBHMとヘヴィメタルの確立、定着
英国のハードロックは1970年代前半に一時代を築き上げるが、ハードロック、プログレッシブ・ロックのマンネリ化への反動や大不況などから、1970年代半ばにパンク・ロック・ムーヴメントが起きる。かつてのハードロックは「オールド・ウェイヴ」と呼ばれるようになり、ブリティッシュ・ハードロック・シーンはその勢いを失っていった。しかしアンダーグラウンドシーンでは様々な若手バンドが、一部ではパンクのビートの性急感をも取り入れながら、新しい時代のハードロックを模索するようになっていた。『サウンズ』誌の記者ジェフ・バートンにより「NWOBHM（ニュー・ウェイヴ・オブ・ブリティッシュ・ヘヴィ・メタル）」と名付けられたこのムーヴメントは、少しずつ知られるようになっていった。1980年にはアイアン・メイデン、デフ・レパードがメジャーデビューし、シーンは一気に活性化していく。それらのバンドと比べると商業的な成功は大きくなかったものの、ヴェノムやダイアモンド・ヘッドものちのメタルシーンに影響を与えた。
NWOBHM勢に結成は先立ちながら、同時期のヘヴィメタルの立役者となったのが、同じくイギリス出身のジューダス・プリーストである。ブルースの影響を捨て去ることで、真っ白なヘヴィメタルの隆盛に寄与したのである。1969年の結成当初は比較的オーソドックスなハードロックをプレイしていた彼らであるが、やがて硬質で疾走感のあるギターリフを用い、金属的な高音ボーカルでシャウトするなどの様式美の伝統を作り出した。さらに1970年代後半からはレザー・ファッションを取り入れるなど、ステージ・パフォーマンスの面でも後々までステレオタイプ化されるような「ヘヴィメタル」のイメージを作り上げた。またモーターヘッドは、ロックンロールにパンク・ロック的な要素やスピード感のあるリズムを導入し、後のハードコア・パンクやスラッシュメタルの先駆けにもなった。さらにディープ・パープルのコンピレーション・アルバムが発売され、かつてのハードロックバンドの再評価、活躍も見られた。
イギリス以外の世界のバンドについては、ドイツのスコーピオンズ、アクセプト、オランダのヴァンデンバーグ、ゴールデン・イヤリング、オーストラリアのAC/DC、カナダのラッシュ、マホガニー・ラッシュ、デンマークのプリティ・メイズなどが注目された。日本では、1976年にBOWWOW（のちのVOW WOW）、1977年にレイジーがデビューした。

### アメリカ/産業化とLAメタル
1978年にヴァン・ヘイレンがデビュー・アルバム『炎の導火線』でブレイクしたのを皮切りに、ヘヴィメタル・シーンはアメリカにも広がっていく。1980年代に入ると、1970年代初頭のヘヴィメタルに影響を受けたクワイエット・ライオット、モトリー・クルー、ラット、W.A.S.P.らの成功によりロサンゼルスのサンセット・ストリップにあったクラブを中心としたシーンが活性化する。LAメタル、またはグラム・メタルと呼ばれるジャンルが誕生する。ドッケン、ナイト・レンジャー、ポイズン、L.A.ガンズの他、東海岸ではボン・ジョヴィ、スキッド・ロウ、シンデレラなどのバンドが次々とメジャーデビューを果たした。こうしたバンドはグラム・メタルの名に違わず、グラム・ロックの影響を受けた派手でグラマラスでなルックスと、ノリのよいサウンドと歌詞が特徴で、広く若者の支持を集めることができたのである。MTVはヘヴィメタルバンドを大々的にバックアップし、産業化が進んでいくこととなる。
こうしてヘヴィメタルの巨大マーケットがアメリカに生まれると、それは旧来の英国市場とは比較にならない規模であり、欧州のバンドの多くがアメリカ進出を目指すようになった。ジューダス・プリーストやアイアン・メイデンといった英国の古参はもとより、英米以外の国からも多数のヘヴィメタルバンドがアメリカでも受け入れられ、特にオーストラリアのAC/DC、西ドイツ（当時）のスコーピオンズ、カナダのラッシュやトライアンフ等の活動が目立った。1980年代後半にはボン・ジョヴィ、デフ・レパード、ホワイトスネイクといったグループがアメリカを中心に大ヒットを連発し、ドイツのハロウィン、日本のLOUDNESSなどもビルボードのアルバムチャートに顔を出すなど、全盛期を迎えた。
80年代中頃には、アイアン・メイデンに影響を受けた音楽性で活動を開始したフェイツ・ウォーニングがアルバム『アウェイクン・ザ・ガーディアン』をリリースし、今でいうプログレッシブ・メタルの原型となるスタイルを提示した。このスタイルは後にドリーム・シアターやクイーンズライクらによって商業的な成功を収めることとなる。

### 1980年代ヨーロッパのシーン
1980年代中期のヨーロッパでは英国の伝統的ハードロックの影響下に、スピードを重視したアップテンポのリズムとメロディックで分かりやすい歌で人気を得たアクセプト、全米チャートでヒットを出したヨーロッパらの活躍があった。またスウェーデン出身のイングヴェイ・マルムスティーンは、クラシック音楽のバイオリニストパガニーニ、そしてディープ・パープルのリッチー・ブラックモアの影響を受け、ネオクラシカルメタルと呼ばれるスタイルを確立。彼の速弾きは世界のギタリストたちに影響を与えた。
1980年代の後期になると、デスメタルやブラックメタルの荒々しいサウンドに対するリアクションとして、パワーメタルシーンができあがった。このジャンルの先駆けとしては、ジューダス・プリーストやアイアン・メイデンのようなハイトーン・ヴォーカルとスラッシュメタル由来のスピードを組み合わせることで、メロディアスで疾走感みなぎる新たな形式を生み出したドイツのハロウィンがいる。また、スウェーデンのハンマーフォール、イギリスのドラゴンフォース、フロリダのアイスド・アースなどは明らかに伝統的なNWOBHMのスタイルに影響を受けたサウンドを展開している。日本や南アメリカなどではこのジャンルの人気が根強く、ブラジルのアングラなどがポピュラーなバンドとして知られている。

### スラッシュメタルの流行
NWOBHMそのものは1980年代半ばにその勢いを失ってしまうが、各国で若者達がヘヴイメタル・バンドを結成するきっかけとなった。
アメリカのアンダーグラウンドシーンでは、メタリカ、メガデス、スレイヤー、アンスラックスなどのバンドが、ヴェノムをはじめとするNWOBHMやハードコア・パンクの影響を受けながら、よりヘヴィな音楽形態であるスラッシュメタルを確立。これらはテンポの速さ、リフに重きを置いたサウンド、ダークな世界観を特徴とし、グラム・メタルとは一線を画するものであった。
80年代後半のメタルシーンを席巻したスラッシュメタルも、似通ったスタイルのバンドの乱立などで衰退していくが、フロリダではスラッシュメタルの凶暴性を突き詰めたデスメタルが、北欧ノルウェーでは、デスメタルを否定し80年代スラッシュメタルへの回帰を唱えて、反キリスト教のコンセプトを強調したブラックメタルが誕生するなど、その後のエクストリーム・メタルシーンの成立に大きな影響を与えるとともに、シーンの細分化が進んだ。

### ヘヴィメタルの衰退 - オルタナティヴ・メタルの勃興
ヘヴィメタルは1980年代後半に商業的なピークを迎え、ガンズ・アンド・ローゼズやボン・ジョヴィ、ホワイト・ライオン、ウォレント、ポイズン、グレイト・ホワイト、ウィンガーらがヒットを出したが、90年代に入ると衰退の道をたどることになった。原因はポップ・ミュージック化したロックへの反発から登場した、グランジやオルタナティヴ・ロック・バンドがより若者たちの支持を集めるようになり、やがて大きなムーブメントになったからだった。この変化に対応できなかったバンド、あるいは変化の過程でファンの支持を得られなかったバンドはやがて表舞台から消えていった。
この状況を打開したのが、スラッシュ・メタルの代表と目されていたメタリカであった。彼らはアルバム『メタリカ』（1991年）でスラッシュ的なスピード性を放棄し、ヘヴィな音楽性を導入して2200万枚という大ヒットを飛ばす。また、メタリカ同様パンテラが『俗悪』で、ヘルメットが『ミーンタイム』で提示したグルーヴ・メタルというスタイルは数々のバンドが手本にした。パンテラに強く触発されたロブ・ハルフォードがジューダス・プリーストを脱退してFIGHTを結成したことは、この時期の流れを象徴するものといえる。また、インダストリアル・ロックバンド、ミニストリーは『ΚΕΦΑΛΗΞΘ‐詩篇69‐』に見られるように、従来の彼らの音楽にスラッシュメタル的な要素を加えるようになっていったが、この頃からフィア・ファクトリーをはじめとするメタル勢からも電子音楽にアプローチする動きが現れ始める。
こうした動きに呼応してヘヴィメタルシーンでは、若手ミュージシャンを中心にオルタナティヴ・メタルという新ジャンルがあらわれた。それはシンプルなリフに重いギターサウンド、現代社会を反映した歌詞、ラップの導入など、時代に適応した新しいメタル像（ニュー・メタル）であった。しかし、日本では音楽雑誌『BURRN!』を中心に、この動きをモダン・ヘヴィネスやヘヴィ・ロックと呼称して区分し、旧来のヘヴィメタルとは違うことを強調する傾向が出てきた。
このような流れの中、シャロン・オズボーンは、夫オジー・オズボーンが時代の半歩先を行く音楽性で常にヘヴィメタルの象徴であり続けたことを活かし、若手ニューメタル・バンドとオジー・オズボーン擁するブラック・サバスという組み合わせで全米をツアーするオズフェストというツアーに打って出る。これは見事に成功し、マリリン・マンソンやスリップノット、コーンなどのプロモーションに大きく貢献し、メタルコアなど後続のムーブメントに大きな影響を与えた。さらに結果的にはオジー・オズボーンそしてブラック・サバスを再認識させることに成功した。

### 1990年代のエクストリームメタルシーン
1990年代初頭には、グレイヴやエントゥームドがイヤーエイク・レコードから1stアルバムをリリースし、デビュー。後にメロディックデスメタルシーンへ多大な影響を与えることとなるスウェディッシュ・デスメタルシーンが全盛を迎えた。
他方で、ノルウェーではデスメタルを"ライフメタル"と揶揄し、バソリーやセルティック・フロストをはじめとする1980年代スラッシュメタルの復権を唱えたブラックメタルシーンが大きな動きを見せていた。1992年には、それまでテクニカル・デスメタルとして活動をしていたダークスローンがセカンド・アルバムを発表してブラックメタルへの転向を見せ、世界中のエクストリームファンを驚愕させたともいわれる。また、1993年にはイギリスの『ケラング!』誌がブラックメタル特集を大々的に行い、多くの聴衆の目をひくこととなった。
同じく1990年代初頭にはトラブルがドゥームメタルにアシッドロックの音楽性を融合させ、カテドラルがイヤーエイク・レコードからデビューを果たしている。つづく1992年にはカイアスとスリープが重要なアルバムをリリースし、後でいうストーナーロック・シーンをつくりあげることに貢献した。こうして1990年代は、新しい時代にふさわしい姿に成長したバンド、消えていった旧世代のバンド、時代に応じて現れた若手のバンドと、世代交代が急速に進んでいった時代であったといえる。

### 2000年代以降のヘヴィメタル
1990年代後半のヨーロッパでは、デスメタルに叙情的なメロディを取り入れたメロディックデスメタル、ゴシック・ロックのサウンドやゴスファッションを取り入れたゴシックメタル、ヘヴィメタル的な要素を守りつつもニュースクール・ハードコアに接近したメタルコア、など、新たな動きが生み出されていった。
また、ヘヴィメタルと電子音楽との融合は1990年代初頭のインダストリアル・メタルなど過去から行われていたが、2000年代に入ってパソコンの普及が進んだことから、テクノ、エレクトロニカ、トランス、などの要素を取り入れたメタルバンドも現れるようになっている。このようなサブジャンル化（後述）は現在も止まることなく進んでいる。

この流れから、2000年代はスリップノットによるニュー・メタルの台頭や、リンキンパークやインキュバスなどによる、DJを含めた新しいスタイルの演奏に影響を与え、伝統的なヘヴィメタルと一線を画していった。
また、ベテランのヘヴィメタル・バンドであるジューダス・プリーストやアイアン・メイデンらも活躍した。黄金期のラインナップで再興した彼らは、新たなアルバムの発売やツアーを行い、メタルシーンの活性化に貢献した。シャロン・オズボーンもまたこうした動きに注目し、これらのベテラン・バンドと新しいバンドが新旧問わず多数参加する「オズフェスト」を毎年開催されるイベントに育てた。
音楽業界に「再結成ブーム」が到来したこともあり、多くのベテランバンドも再結成した。特にモトリー・クルーやヨーロッパ、ホワイトスネイクなどは再結成ツアーが成功を収めた。ジャパニーズ・メタルにおいてもラウドネスがオリジナルメンバーに戻ったり、アースシェイカーやANTHEM、BOWWOWにSHOW-YA等が再結成したりするなど、同じような現象が起きている。
一方でスリップノットが「Knotfest」（ノットフェスト）を主催して、親交のあるメタルバンドと世界規模のツアーを実現するなど、新しい世代による音楽活動も精力的に行われた。

## 日本におけるヘヴィメタル
ジャパニーズ・メタルを参照。

## ヘヴィメタルのサブジャンル
- アバンギャルドメタル
- アンブラックメタル
- インダストリアル・メタル
- ヴァイキング・メタル
- エクストリーム・メタル
- エピックメタル
- オリエンタル・メタル
- オルタナティヴ・メタル
- カオティック・ハードコア
- グラインドコア
- クラシック・メタル
- クラストコア
- グラム・メタル
- クリスチャン・メタル
- グルーヴ・メタル
- クロスオーバー・スラッシュ
- ケルティック・メタル
- ゴアグラインド
- ゴシックメタル
- ジェント
- シンフォニックメタル
- シンフォニックブラックメタル
- ストーナーロック
- スピードメタル
- スラッジ・メタル
- スラッシュメタル
- ダークメタル
- チェロメタル
- テクニカルデスメタル
- デス・エン・ロール
- デスグラインド
- デスコア
- デス・ドゥーム
- デスメタル
- デスラッシュ
- デプレッシブブラックメタル
- ブルータル・デスメタル
- ドゥームメタル
- ドローン・メタル
- ニュースクール・ハードコア
- ニュー・メタル
- ナショナル・ソーシャリスト・ブラックメタル
- ネオクラシカルメタル
- パイレーツ・メタル
- パワーメタル
- ファンク・メタル
- フォーク・メタル
- ブラックゲイズ
- ブラックメタル
- プログレッシブ・メタル
- ポルカメタル
- マスコア
- ミクスチャー・ロック
- メタルコア
- メロディックスピードメタル（メロディックパワーメタル）
- メロディックデスメタル
- メロディックメタルコア
- ラウドロック
- ラップメタル

地域ごとに特有の音楽性が認められる場合、地域別サブジャンルが出来る場合がある。
- LAメタル
- クラウト・ロック
- スウェディッシュ・デスメタル
- スパニッシュメタル
- ジャーマンメタル
- ジャパニーズメタル
- ベイエリア・スラッシュメタル
- 北欧メタル

## 主要ヘヴィメタルバンド
ヘヴィメタル・アーティストの一覧を参照。
ジャパニーズ・メタルアーティスト一覧を参照。

## ヘヴィメタルを取り扱うメディア

### 日本のメディア

#### テレビ番組
- 伊藤政則のROCK CITY（tvk）
- GrindHouse tv（TOKYO MX）
- METAL/HARD ROCK（ミュージックビデオ専門/VMC）
- METAL INT'L（スペースシャワーTV）
- MTV Headbangers Ball（MTV）
- ROCK WAVE（テレ玉）
- HEAVYMETAL.TV（TOKYO MX）終了
- LOUD INT'L（スペースシャワーTV）終了
- ROCK FUJIYAMA（テレビ東京）終了
- ヘビメタさん（テレビ東京・テレビ大阪・テレビ愛知）終了

#### ラジオ番組
- Captain Geki Rock 765（FM COCOLO）
- Ch.459 HARD ROCK/METAL（スターデジオ）
- Foolish G ～ギターバカイチダイ～（AIR-G'）
- GrindHouse fm（HFM他4局ネット）
- GENOCIDE Takeuch サタニックな日々（たんなん夢レディオ）
- HEADBANGERS CLUB（@FM）
- HEAVY METAL SOUNDHOUSE（USEN）
- Heavy Metal Syndicate（FM AICHI他27局ネット）終了
- POWER ROCK TODAY（bayfm）
- ROCKADOM（FM-FUJI）
- ROCK DRIVE（FMヨコハマ）
- ROCK ON（FM802・FM COCOLO）
- ROCK STREAM（HoneyFM）
- ROCK THE NATION（date fm他7局ネット）
- 国見昌臣のROLL N' RISE UP!!（ラジオカロスサッポロ）
- スバル代行 presents 松本誠二のヘヴィメタルの逆襲（DARAZ FM）
- BEAUTIFUL TIME（Inter FM）終了
- CAPTAIN ROCK（fm osaka）終了
- METAL KNIGHTS 鋼鉄の騎士団（AIR-G'）終了
- ROCK or DIE（COAST FM）
- 今日は一日ハードロック・ヘビーメタル三昧（NHK-FM）※不定期放送
- METAL MASTER（FM NORTHWAVE）
- 福島HEAVY METAL計画（ふくしまFM）
- WEEKLY MAVERICK HOUR HEAVY METAL ROMANCE（FM ドラマシティ）

#### 雑誌
- BURRN!（シンコーミュージック・エンタテイメント）
  - METALLION（シンコーミュージック・エンタテイメント）
  - BURRN! JAPAN（シンコーミュージック・エンタテイメント）
  - 炎（シンコーミュージック・エンタテイメント）
- WeROCK（旧ロッキンf）（ジャックアップ）
- YOUNG GUITAR（シンコーミュージック・エンタテイメント）
- ヘドバン（シンコーミュージック・エンタテイメント）
- MASSIVE（シンコーミュージック・エンタテイメント）
- 激ロック（Geki-Rock Entertainment）
- METAL HAMMER JAPAN（リットー・ミュージック）

##### 休廃刊誌
- METAL GEAR（ソニー・マガジンズ）
- EAT magazine（ジョインオアダイ）
- GrindHouse Magazine（グラインドハウス・マガジン）

#### 漫画
- MAD JAM（岩田やすてる）
- ROCKOMANGA!（喜国雅彦）
- ヘビメタ甲子園（みやすのんき）
- ハレルヤオーバードライブ!(高田康太郎)
- 重金属彼女（原作：西野かつみ・作画：りすまい）
- デトロイト・メタル・シティ(若杉公徳)
- 乙女たる!（廣田眞胤）
- メタル生徒会長（伝説のメタラー）[42]
- メタリ子生活帳（めがめたる）[43]